# Jason Day (golfista)
Jason Day (Beaudesert, Australia, 12 de noviembre de 1987) es un golfista australiano que compite en el PGA Tour desde 2008, donde ha logrado doce victorias oficiales y 50 top 10. Resultó segundo en la lista de ganancias de 2015, noveno en 2011, 12º en 2013 y 16º en 2014.
En torneos mayores, ha ganado el Campeonato de la PGA el 2015; además ha acabado seis veces entre los primeros cinco. Resultó segundo en el Abierto de los Estados Unidos 2011 y 2013 y cuarto en 2014; fue segundo en el Masters de Augusta 2011 y tercero en 2013; y terminó cuarto en el Abierto Británico de 2015.
En tanto, ganó el Campeonato Byron Nelson 2010, la Copa Mundial de Golf 2013, el WGC Match Play 2014 y 2016, el Abierto de Canadá 2015, el Campeonato BMW 2015, el Barclays 2015, y The Players Championship 2016. Fue segundo en el Campeonato Deutsche Bank 2010, el Abierto de San Diego 2014 y el Barclays 2014, y cuarto en el WGC-Bridgestone Invitational 2011, el Campeonato BMW 2013 y el Tour Championship 2014.
Por otra parte, Day ha disputado tres ediciones de la Copa de Presidentes con la selección internacional, obteniendo 5,5 puntos en 15 partidos. En 2015 se alzó como número 1 de la clasificación mundial durante una semana. Ha estado 30 semanas entre los cinco primeros, 130 semanas entre los diez primeros y 170 semanas entre los veinte primeros.
En diciembre de 2015, estaba en primera fila viendo un partido de baloncesto de la NBA (Cleveland - Oklahoma) junto a su mujer Ellie. En un momento del partido, LeBron James intentó que la pelota no saliera del campo y no pudo controlar su trayectoria cayendo sobre Ellie, que tuvo que salir con collarín y tumbada en una camilla del partido.

## Carrera deportiva
Como amateur, Day ganó el Abierto Australiano Juvenil 2004, el Campeonato Mundial Juvenil 2004 y el Master Australiano de Amateurs 2006. En 2006 se convirtió en profesional y comenzó a disputar algunos torneos del PGA Tour. En 2007 resultó quinto en el Nationwide Tour, por lo que obtuvo la tarjeta para disputar el PGA Tour 2008.
En 2009 fue cuarto en el Colonial Invitational se ubicó 69.º en la lista de ganancias. En 2010 ganó el Campeonato Byron Nelson, fue segundo en el Campeonato Deutsche Bank y décimo en el Campeonato de la PGA, por lo que finalizó 21º en la lista de ganancias.
El australiano obtuvo en 2011 el segundo puesto en el Masters de Augusta y el Abierto de los Estados Unidos, el tercer puesto en el Campeonato Deutsche Bank y el cuarto en el WGC-Bridgestone Invitational. Así, se colocó noveno en la lista de ganancias del PGA Tour.
En la temporada 2012, el golfista consiguió solamente cuatro top 10 y ocho top 25, por lo que quedó relegado al 88.º puesto en la lista de ganancias. En 2013 fue segundo en el Abierto de los Estados Unidos, tercero en el Masters de Augusta y el WGC Match Play, y cuarto en el Campeonato BMW. Esto le permitió alcanzar la 12.ª posición en la lista de ganancias. Por otra parte, ganó la Copa Mundial de Golf en la rama individual y de equipos junto a Adam Scott.
Day ganó el WGC Match Play 2014, fue segundo en San Diego y el Barclays, y cuarto en el Tour Championship. Por tanto, acabó 16º en la lista de ganancias del PGA Tour.
En 2015, el australiano triunfó en el Abierto de San Diego, acabó tercero en el Torneo de Campeones, y cuarto en el Abierto Británico, Pebble Beach y Nueva Orleans. En agosto gana su primer torneo mayor, al obtener el Campeonato de la PGA, con una tarjeta de -20, la menor en torneos mayores de la historia. En los playoffs ganó el Barclays y el Campeonato BMW, pero en el Tour Championship acabó décimo. Esto le significó el segundo puesto en la lista de ganancias y el tercero en la Copa FedEx.
En la temporada 2016 del PGA Tour, Day triunfó en el Arnold Palmer International, el WGC Match Play y ganó el prestigioso torneo The Players.